# PB63 Lady 2020-2021
Questa voce raccoglie le informazioni riguardanti la PB63 Lady nelle competizioni ufficiali della stagione 2020-2021.

## Stagione
La stagione 2020-2021 della PB63 Lady Battipaglia, sponsorizzata O.ME.P.S. BricUp è stata la settima che ha disputato in Serie A1 femminile.
Il 30 ottobre si dimette l'allenatore Giuseppe Piazza, sostituito dal vice Roberto Paciucci fino al 4 gennaio 2021. Stefano Scotto Di Luzio viene ingaggiato il 5 gennaio.
Il 4 marzo Claudio Corà prende il posto di Di Luzio come capo allenatore.

## Verdetti stagionali
- Serie A1: (27 partite)

stagione regolare: 13º posto su 14 squadre (3-20);
play-out: sconfitta in finale da Broni (0-2).

## Roster
|    | Naz.                                          | Ruolo | Sportivo                | Anno | Alt. |  |        |
| -- | --------------------------------------------- | ----- | ----------------------- | ---- | ---- |  | ------ |
| 0  | Italia (bandiera)                             | G     | Caterina Logoh          | 2003 | 178  |  |        |
| 2  | Stati Uniti (bandiera)                        | P     | Amber Constance Melgoza | 1998 | 178  |  |        |
| 3  | Italia (bandiera)                             | P     | Giulia Moroni           | 1994 | 168  |  | [ 5 ]  |
| 3  | Italia (bandiera)                             | G     | Giovanna Chiapperino    | 2004 |      |  |        |
| 4  | Stati Uniti (bandiera)                        | GA    | Danielle McCray         | 1987 | 180  |  | [ 6 ]  |
| 5  | Costa d'Avorio (bandiera) · Italia (bandiera) | GA    | Sarah Ashley Seka       | 2003 | 177  |  | [ 7 ]  |
| 6  | Italia (bandiera)                             | P     | Susanna Bisogno         | 2002 | 161  |  |        |
| 7  | Italia (bandiera)                             | A     | Isabella Ronke Olajide  | 2000 | 182  |  | [ 8 ]  |
| 8  | Italia (bandiera)                             | P     | Federica Mazza          | 2001 | 174  |  |        |
| 9  | Italia (bandiera)                             | PG    | Raffaella Potolicchio   | 1990 | 165  |  | (cap.) |
| 12 | Svezia (bandiera)                             | C     | Paulina Hersler         | 1994 | 192  |  |        |
| 13 | Italia (bandiera)                             | A     | Anastasija Opačić       | 2001 | 181  |  |        |
| 13 | Italia (bandiera)                             |       | Aurora Catarozzo        | 2004 |      |  |        |
| 13 | Italia (bandiera)                             |       | Federica Chiovato       | 2004 |      |  |        |
| 14 | Italia (bandiera)                             | G     | Sara Bocchetti          | 1993 | 175  |  |        |
| 15 | Senegal (bandiera) · Italia (bandiera)        | AC    | Dioma Dione             | 2002 | 188  |  | [ 7 ]  |
| 16 | Italia (bandiera)                             | P     | Maristella De Feo       | 2001 | 170  |  |        |
| 17 | Italia (bandiera)                             | PG    | Stefania Susca          | 2004 | 181  |  |        |
| 20 | Italia (bandiera)                             | C     | Caterina Mattera        | 2001 | 184  |  |        |
| 20 | Italia (bandiera)                             |       | Chiara Spagnolo         | 2004 |      |  |        |
| 23 | Italia (bandiera)                             | G     | Francesca De Rosa       | 2001 | 174  |  |        |

## Mercato

### Sessione estiva
| Acquisti | Acquisti               | Acquisti           | Acquisti   |
| R.       | Nome                   | da                 | Modalità   |
| -------- | ---------------------- | ------------------ | ---------- |
| G        | Caterina Logoh         | High School Bk Lab | definitivo |
| P        | Amber Melgoza          | Wash. Huskies      | definitivo |
| GA       | Sarah Ashley Seka      | B.F. Stabia        | definitivo |
| A        | Isabella Ronke Olajide | Cest. Spezzina     | definitivo |
| C        | Paulina Hersler        | Cinkarna Celje     | definitivo |
| G        | Sara Bocchetti         | Vigarano           | definitivo |
| AC       | Dioma Dione            | B.F. Stabia        | definitivo |
| PG       | Stefania Susca         | High School Bk Lab | definitivo |

| Cessioni | Cessioni             | Cessioni           | Cessioni       |
| R.       | Nome                 | a                  | Modalità       |
| -------- | -------------------- | ------------------ | -------------- |
| G        | Laura Cremona        | B.C. Bolzano       | fine contratto |
| A        | Alice Nori           | B.T. Crema         | fine contratto |
| G        | Virginia Galbiati    | Alma Basket        | fine contratto |
| A        | Alexandra Ciabattoni | Perth Lynx         | fine contratto |
| A        | Elena Sasso          | Pol. A.Galli       | fine contratto |
| A        | Marta Gomez          | -                  | fine contratto |
| AC       | Alyssa Lawrence      | Herner TC          | fine contratto |
| PG       | Martina Scarpato     | P.F. Firenze       | fine contratto |
| P        | Michaela Houser      | -                  | fine contratto |
| C        | Tori Jarosz          | Zaglebie Sosnowiec | fine contratto |

### Fuori sessione
| Acquisti | Acquisti        | Acquisti           | Acquisti   |
| R.       | Nome            | da                 | Modalità   |
| -------- | --------------- | ------------------ | ---------- |
| P        | Giulia Moroni   | Girls Ancona       | definitivo |
| GA       | Danielle McCray | Enisey Krasnoyarsk | definitivo |

| Cessioni | Cessioni               | Cessioni     | Cessioni   |
| R.       | Nome                   | a            | Modalità   |
| -------- | ---------------------- | ------------ | ---------- |
| A        | Isabella Ronke Olajide | Pol. A.Galli | definitivo |

## Statistiche

### Statistiche di squadra
| Competizione | Punti | In casa | In casa | In casa | In casa | In casa | In trasferta | In trasferta | In trasferta | In trasferta | In trasferta | Totale | Totale | Totale | Totale | Totale | Totale |
| Competizione | Punti | G       | V       | P       | Ptf     | Pts     | G            | V            | P            | Ptf          | Pts          | G      | V      | P      | Ptf    | Pts    | Diff.  |
| ------------ | ----- | ------- | ------- | ------- | ------- | ------- | ------------ | ------------ | ------------ | ------------ | ------------ | ------ | ------ | ------ | ------ | ------ | ------ |
| Serie A1     | 6     | 12      | 2       | 10      | 792     | 1041    | 11           | 1            | 10           | 719          | 945          | 23     | 3      | 20     | 1511   | 1986   | -475   |
| Play-out     |       | 2       | 0       | 2       | 108     | 175     | 2            | 0            | 2            | 86           | 137          | 4      | 0      | 4      | 194    | 312    | -118   |
| Totale       |       | 14      | 2       | 12      | 900     | 1216    | 13           | 1            | 12           | 805          | 1082         | 27     | 3      | 24     | 1705   | 2298   | -593   |

### Statistiche delle giocatrici
Campionato (stagione regolare e play-out)
| Giocatrice             | Partite | Partite | Min. | Pun | Tiri da 2 | Tiri da 2 | Tiri da 2 | Tiri da 3 | Tiri da 3 | Tiri da 3 | Tiri Liberi | Tiri Liberi | Tiri Liberi | Rimbalzi | Rimbalzi | Rimbalzi | Palle | Palle | Stopp. | Stopp. | Ass | Falli | Falli | Val. |
| Giocatrice             | Pr      | PG      | Min. | Pun | R         | T         | %         | R         | T         | %         | R           | T           | %           | D        | O        | T        | P     | R     | S      | D      | Ass | F     | S     | Val. |
| ---------------------- | ------- | ------- | ---- | --- | --------- | --------- | --------- | --------- | --------- | --------- | ----------- | ----------- | ----------- | -------- | -------- | -------- | ----- | ----- | ------ | ------ | --- | ----- | ----- | ---- |
| Susanna Bisogno        | 2       | 0       |      |     |           |           |           |           |           |           |             |             |             |          |          |          |       |       |        |        |     |       |       |      |
| Sara Bocchetti         | 24      | 23      | 616  | 240 | 42        | 121       | 35        | 32        | 119       | 27        | 60          | 70          | 86          | 29       | 16       | 45       | 57    | 15    | 10     |        | 40  | 44    | 54    | 107  |
| Aurora Catarozzo       | 1       | 1       | 5    | 0   |           |           |           |           |           |           |             |             |             | 1        |          | 1        |       |       |        |        |     | 1     |       |      |
| Giovanna Chiapperino   | 2       | 2       | 25   | 6   | 1         | 4         | 25        | 1         | 1         | 100       | 1           | 2           | 50          | 5        | 1        | 6        | 2     | 1     |        |        | 3   | 3     | 1     | 8    |
| Federica Chiovato      | 1       | 1       | 6    | 0   | 0         | 1         | 0         |           |           |           |             |             |             | 2        | 1        | 3        |       | 1     |        |        | 1   |       |       | 4    |
| Maristella De Feo      | 18      | 12      | 128  | 15  | 1         | 9         | 11        | 4         | 20        | 20        | 1           | 2           | 50          | 13       | 4        | 17       | 13    | 2     | 1      |        | 6   | 16    | 6     | -9   |
| Francesca De Rosa      | 14      | 11      | 116  | 23  | 0         | 8         | 0         | 6         | 10        | 60        | 5           | 11          | 45          | 8        | 3        | 11       | 5     | 1     | 1      |        | 5   | 14    | 5     | 7    |
| Dioma Dione            | 25      | 19      | 176  | 16  | 5         | 21        | 24        | 0         | 1         | 0         | 6           | 6           | 100         | 18       | 7        | 25       | 20    | 5     | 2      | 6      | 1   | 33    | 6     | -13  |
| Paulina Hersler        | 23      | 23      | 783  | 369 | 109       | 270       | 40        | 28        | 68        | 41        | 67          | 89          | 75          | 110      | 50       | 160      | 59    | 13    | 18     | 16     | 29  | 52    | 94    | 329  |
| Caterina Logoh         | 18      | 13      | 206  | 42  | 14        | 34        | 41        | 4         | 17        | 24        | 2           | 2           | 100         | 16       | 7        | 23       | 23    | 6     |        | 2      | 12  | 19    | 9     | 19   |
| Caterina Mattera       | 22      | 20      | 361  | 44  | 21        | 48        | 44        | 0         | 1         | 0         | 2           | 4           | 50          | 53       | 17       | 70       | 16    | 9     | 1      | 3      | 14  | 37    | 9     | 65   |
| Federica Mazza         | 25      | 24      | 429  | 81  | 19        | 49        | 39        | 12        | 31        | 39        | 2           | 5           | 40          | 48       | 13       | 61       | 46    | 33    | 2      | 2      | 43  | 66    | 16    | 70   |
| Danielle McCray        | 14      | 14      | 434  | 232 | 84        | 187       | 45        | 0         | 7         | 0         | 64          | 83          | 77          | 83       | 32       | 115      | 38    | 21    | 6      | 4      | 39  | 43    | 70    | 265  |
| Amber Melgoza          | 15      | 15      | 464  | 215 | 61        | 136       | 45        | 21        | 63        | 33        | 30          | 35          | 86          | 88       | 18       | 106      | 33    | 9     | 4      |        | 46  | 29    | 33    | 221  |
| Giulia Moroni          | 18      | 18      | 495  | 139 | 23        | 70        | 33        | 21        | 52        | 40        | 30          | 37          | 81          | 46       | 7        | 53       | 56    | 11    | 3      |        | 69  | 42    | 49    | 135  |
| Isabella Ronke Olajide | 6       | 6       | 122  | 19  | 8         | 21        | 38        |           |           |           | 3           | 4           | 75          | 18       | 4        | 22       | 7     | 1     | 1      |        | 2   | 22    | 6     | 6    |
| Anastasija Opačić      | 20      | 19      | 243  | 6   | 2         | 9         | 22        | 0         | 12        | 0         | 2           | 2           | 100         | 24       | 3        | 27       | 14    | 7     |        | 2      | 15  | 31    | 3     | -4   |
| Raffaella Potolicchio  | 26      | 25      | 524  | 201 | 41        | 103       | 40        | 31        | 110       | 28        | 26          | 35          | 74          | 21       | 6        | 27       | 30    | 17    | 6      | 1      | 34  | 40    | 33    | 87   |
| Sarah Ashley Seka      | 17      | 12      | 235  | 58  | 19        | 40        |           | 4         | 18        | 22        | 8           | 19          | 42          | 28       | 17       | 45       | 15    | 15    | 3      | 2      | 13  | 19    | 15    | 65   |
| Chiara Spagnolo        | 1       | 1       | 5    | 2   | 1         | 1         | 100       |           |           |           |             |             |             |          |          |          |       |       |        |        |     | 1     |       | 1    |
| Stefania Susca         | 8       | 7       | 36   | 2   | 1         | 3         | 33        | 0         | 3         | 0         |             |             |             | 2        |          | 2        | 6     | 1     |        |        | 2   | 1     | 2     | -3   |